# 魏承祖
魏承祖（？—？），任城郡（今山东省济宁市）人，南齐、北魏官员。

## 生平
魏承祖的五世祖魏休是西晋的鲁郡太守，永嘉之乱后南迁，因此在江南定居。魏承祖起初追随裴叔业，为他奔走左右。魏承祖身体健壮，善于侍奉人，所以裴叔业对他非常优厚。等到裴叔业外任州官，就任命魏承祖为防阁将军。魏承祖善于安抚士卒，而且有统帅的能力。永元二年（500年），裴叔业归附北魏，魏承祖也跟随，在北魏出任右军将军，封平春县开国子，食邑三百户，在新安郡安家。景明年间以后，魏承祖一直出任统军，南征北战，屡次有战功。魏承祖历任太原郡太守，升至光禄大夫、安南将军。孝昌二年（526年），梁武帝萧衍派遣将领曹义宗围困义阳，当时士大夫和百姓响应南梁。三关陷落后，州城不断接到下辖县的告急。朝廷任命魏承祖为持节，代理抚军将军，和南道行台辛纂率领军队讨伐，大败梁军，解除了义阳的围困，收复三关，于是魏承祖成为名将，在并州刺史任内去世。

## 家庭

### 儿子
- 魏玄，北周骠骑大将军、开府仪同三司、和州刺史、伏流防主、广宗县公